# Ảnh hưởng của đại dịch COVID-19
Danh sách này không đầy đủ, bạn cũng có thể giúp mở rộng danh sách.
Đại dịch COVID-19 là đại dịch toàn cầu của bệnh virus corona 2019 (COVID‑19) do virus corona gây hội chứng hô hấp cấp tính nặng 2 (SARS CoV‑2) gây ra. Tác động của nó gây ra rất rộng, ảnh hướng đến xã hội nói chung, kinh tế, văn hóa, sinh thái, chính trị và nhiều lĩnh vực khác. Các khía cạnh này được trình bày trong bài viết:

## Ảnh hưởng đối với kinh tế
- Chiến tranh giá dầu Nga–Ả Rập Xê Út 2020
- Sụp đổ thị trường chứng khoán 2020
- Suy thoái COVID-19
- Ảnh hưởng thị trường tài chính của đại dịch COVID-19

### Theo quốc gia
- Ảnh hưởng kinh tế của đại dịch COVID-19 tại Việt Nam

### Theo ngành công nghiệp
- Ảnh hưởng của đại dịch COVID-19 đối với hàng không
  - Chuyến bay nội địa dài nhất thế giới
- Ảnh hưởng của đại dịch COVID-19 đối với công nghiệp cần sa
- Hạn chế đi lại liên quan đến đại dịch COVID-19

## Ảnh hưởng đối với văn hóa và giải trí
- Ảnh hưởng của đại dịch COVID-19 đối với điện ảnh
- Ảnh hưởng của đại dịch COVID-19 đối với giáo dục
- Ảnh hưởng của đại dịch COVID-19 đối với thể thao
- Ảnh hưởng của đại dịch COVID-19 đối với truyền hình
- Ảnh hưởng của đại dịch COVID-19 đối với nghệ thuật và di sản văn hóa

## Ảnh hưởng đối với thông tin
- Thông tin sai lệch về COVID-19
  - Danh sách phương pháp chưa được chứng minh ngừa COVID-19
- Phản ứng của Wikipedia đối với đại dịch COVID-19

## Ảnh hưởng đối với xã hội và quyền
- Vấn đề nhân quyền trong đại dịch COVID-19
- Bài ngoại và phân biệt chủng tộc liên quan đến đại dịch COVID-19
- Sức khỏe tâm thần trong đại dịch COVID-19
- Tiệc virus corona
- Ảnh hưởng của đại dịch COVID-19 đối với truyền thông xã hội
- Kỳ thị xã hội liên quan đến COVID-19
- Kiểm soát nguy cơ nơi làm việc với COVID-19

### Theo quốc gia
- Ảnh hưởng xã hội của đại dịch COVID-19 tại Việt Nam

## Ảnh hưởng đối với chính trị
- Ảnh hưởng của đại dịch COVID-19 đối với quan hệ quốc tế
- Kiểm soát đại dịch COVID-19 tại Việt Nam

## Khác
- Phong tỏa do COVID-19
- Sơ tán do đại dịch COVID-19
- Danh sách thuật ngữ đại dịch COVID-19
- Ảnh hưởng của đại dịch COVID-19 đối với các vấn đề y tế khác
- Ảnh hưởng của đại dịch COVID-19 đối với khoa học và công nghệ
- Ảnh hưởng của đại dịch COVID-19 đối với môi trường
- Mệt mỏi vì đại dịch
- Danh sách ca tử vong do đại dịch COVID-19
- Tỷ lệ tử vong đại dịch COVID-19 theo quốc gia